# L'astuccio d'oro
L'astuccio d'oro (titolo originale The Hangman's Whip) è un romanzo giallo scritto da Mignon Good Eberhart pubblicato nel 2000 in Italia, nella collana I Classici del Giallo Mondadori.

## Trama
Search Abbot è una giovane ragazza innamorata da sempre del suo cugino e amico d'infanzia Richard Bohan. L'uomo, però, è da ormai tre anni sposato con l'arrivista Eve. Dopo che la zia Ludmilla la prega di raggiungerla nella sua casa al lago, Search viene qui a sapere che Richard l'ha sempre amata ed è pronto a divorziare. Eve, anche lei ospite di Ludmilla, nega però il divorzio al marito e dopo breve viene trovata morta. I sospetti quindi ricadono tutti su Richard.

## Personaggi
- Search Abbot: ragazza di buona famiglia
- Richard Bohan: progettista di aerei
- Eve Bohan: moglie di Richard
- Diane Peable: cugina di Search e Richard
- Calvin Peable: marito di Diane
- Howland Stacy: avvocato e amico di Search e Richard
- Ludmilla Abbot: zia di Search, Richard e Diana
- Jonathan: giardiniere di villa Abbot
- Beatrix Bea Walthers: cameriera di villa Abbot

## Edizioni
- Mignon Good Eberhart, L'astuccio d'oro, traduzione di Vittoria Cornucci, I Classici del Giallo Mondadori (n.869), 2000,  p. 226.